# Shobal Clevenger

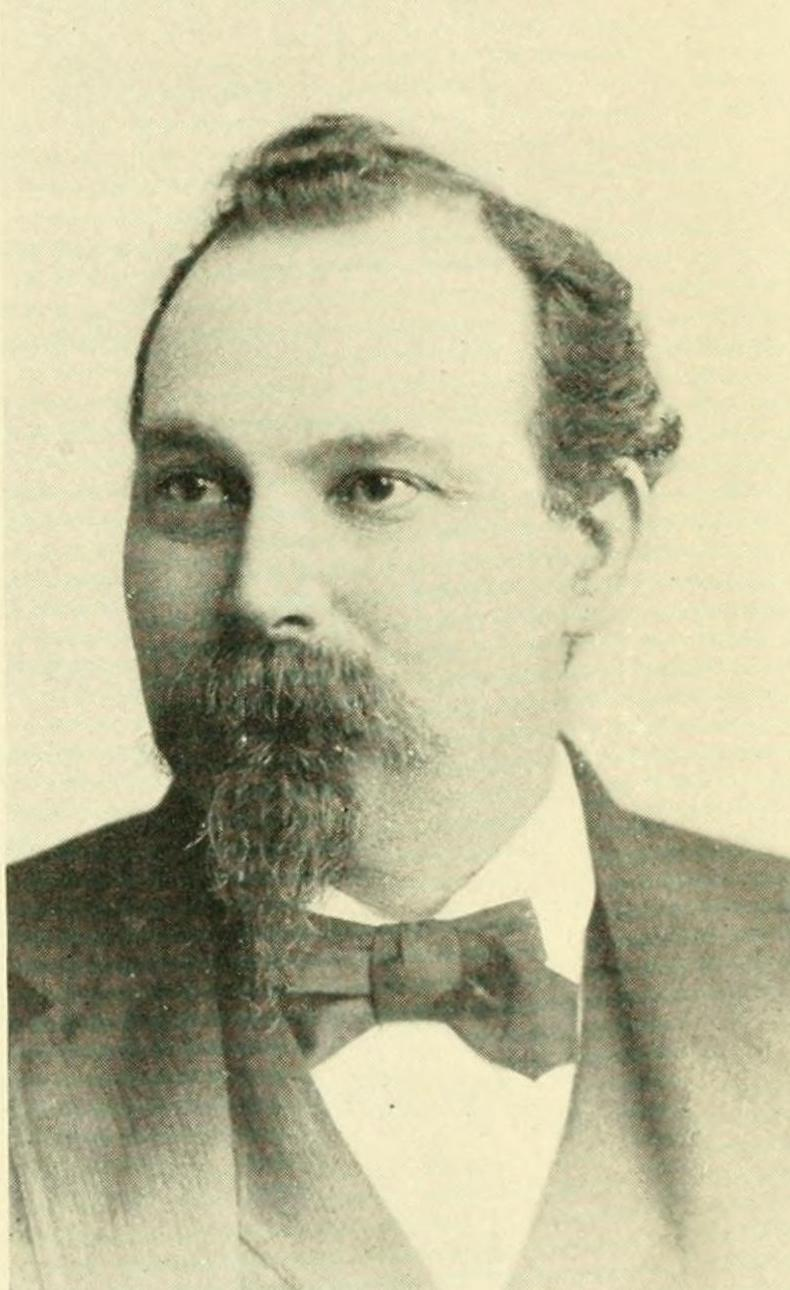
Shobal V. Clevenger w 1896

Shobal Vail Clevenger Jr. (ur. 24 marca 1843 we Florencji, zm. 24 marca 1920) – amerykański lekarz neurolog i psychiatra.
Syn rzeźbiarza Shobala Vaila Clevengera, Sr (1812–1843). Pobierał nauki w Jesuit College of New Orleans. Podczas wojny secesyjnej służył w korpusie inżynierów i osiągnął stopień porucznika (first lieutenant). Po wojnie prowadził prace geodezyjne w Dakocie i Montanie. Studia medyczne zaczął w 1873 w Fort Sully. Od 1879 osiadł w Chicago i dalej studiował medycynę, specjalizując się w chorobach psychicznych i neurologicznych. Związany z Eastern Illinois Hospital for the Insane w Kankakee, z którego został zwolniony po trzech miesiącach za kwestionowanie zasad funkcjonowania ośrodka. Thomas Szasz określił go jako "jednego z niewielu uczciwych kierowników zakładów psychiatrycznych" w historii XIX-wiecznej opieki psychiatrycznej w Stanach.
Zmarł na udar mózgu w dniu swoich 77. urodzin.

## Prace
- Treatise on Government Surveying. New York, 1874
- Comparative Physiology and Psychology. Chicago, 1885
- Lectures on Artistic Anatomy and the Sciences Useful to the Artist. New York, 1887